# Stella Maessen
Stella Maessen (Zandvoort, 6 augustus 1953) is een Nederlandse zangeres. Ze was drie keer deelnemer aan het Eurovisiesongfestival.
In 1970 zong ze samen met haar twee zussen Bianca en Patricia in de groep Hearts of Soul voor Nederland, het lied Waterman werd 7e.
In 1973 verhuisden de zusjes Maessen naar België. Daar begon Stella als achtergrondzangeres bij Sharif Dean, die een nummer 1-hit haalde met de love ballad 'Do You Love Me'. In 1975 vormen de zusjes Maessen samen met de echtgenoot van Bianca, voormalig The Pebbles-muzikant Luc Smets, de groep Dream Express. In de zomer van 1976 scoorden ze een Vlaamse nummer 2-hit met het nummer Dream Express. Op 7 mei 1977 deden zij in deze samenstelling voor België mee aan het Eurovisiesongfestival met het Engelstalige nummer A million in 1,2,3. Dit was de eerste keer dat Vlaanderen een geheel Engelstalig nummer inzond. Dream Express bereikte een zevende plaats op 18 deelnemers.
Dream Express ging over in LBS (van Luc-Bianca-Stella; dus Dream Express maar dan zonder Patricia), dat na enkele singles in 1981 ontbonden werd.
In 1981 deed Stella mee aan de Vlaamse Eurovisiesongfestivalpreselectie met het nummer 'Veel te veel'. Ze bereikte de finale maar won die niet.
Het jaar daarop in 1982 deed ze opnieuw mee voor België en zong ze ook voor de derde keer in een andere taal, namelijk het Frans, waar ze niet zo geweldig goed in was. Het lied 'Si tu aimes ma musique' werd vierde en kreeg van elk land punten.
Ze maakte nog enkele solosingles: 'Can't Live On Memories' en 'Flashlight'. Deze laatste single van Stella werd uitgebracht in 1988 , een nummer geschreven door zus Patricia en schoonbroer Evert Verhees.
In september 2010 bracht ze samen met haar zussen Doreen en Bianca als New Hearts Of Soul een single uit: "Suddenly You", geproduceerd en geschreven door zwager Evert Verhees.
Anno 2016 woonde ze met de rest van familie Maessen in het Noord-Brabantse Veghel.
- Biblioteca Nacional de España: XX1544647
- International Standard Name Identifier: 0000 0001 1812 4472
- MusicBrainz: b24e4d2f-5118-4928-9904-b9080619632e
- Virtual International Authority File: 169101039
- WorldCat: E39PBJvmMt4XjRcGK64mvjYpT3

1956: Fud Leclerc + Mony Marc · 
1957: Bobbejaan Schoepen · 
1958: Fud Leclerc · 
1959: Bob Benny · 
1960: Fud Leclerc · 
1961: Bob Benny · 
1962: Fud Leclerc · 
1963: Jacques Raymond · 
1964: Robert Cogoi · 
1965: Lize Marke · 
1966: Tonia · 
1967: Louis Neefs · 
1968: Claude Lombard · 
1969: Louis Neefs · 
1970: Jean Vallée · 
1971: Lily Castel & Jacques Raymond · 
1972: Serge & Christine Ghisoland · 
1973: Nicole & Hugo · 
1974: Jacques Hustin · 
1975: Ann Christy · 
1976: Pierre Rapsat · 
1977: Dream Express · 
1978: Jean Vallée · 
1979: Micha Marah · 
1980: Telex · 
1981: Emly Starr · 
1982: Stella · 
1983: Pas de Deux · 
1984: Jacques Zegers · 
1985: Linda Lepomme · 
1986: Sandra Kim · 
1987: Liliane Saint-Pierre · 
1988: Reynaert · 
1989: Ingeborg · 
1990: Philippe Lafontaine · 
1991: Clouseau · 
1992: Morgane · 
1993: Barbara · 
1995: Frédéric Etherlinck · 
1996: Lisa del Bo · 
1998: Mélanie Cohl · 
1999: Vanessa Chinitor · 
2000: Nathalie Sorce · 
2002: Sergio & The Ladies · 
2003: Urban Trad · 
2004: Xandee · 
2005: Nuno Resende · 
2006: Kate Ryan · 
2007: The KMG's · 
2008: Ishtar · 
2009: Copycat · 
2010: Tom Dice · 
2011: Witloof Bay · 
2012: Iris · 
2013: Roberto Bellarosa · 
2014: Axel Hirsoux · 
2015: Loïc Nottet · 
2016: Laura Tesoro · 
2017: Blanche · 
2018: Sennek · 
2019: Eliot · 
2021: Hooverphonic · 
2022: Jérémie Makiese · 
2023: Gustaph · 
2024: Mustii · 
2025: Red Sebastian